# Danny Sjöberg-Augustsson
Danny Sjöberg-Augustsson, švedski rokometaš, * 15. julij 1958.
Leta 1984 je na poletnih olimpijskih igrah v Los Angelesu v sestavi švedske rokometne reprezentance osvojil 5. mesto.